# Vlag van Hoogheemraadschap van de Krimpenerwaard

Vlag van Hoogheemraadschap van de Krimpenerwaard
(1971-2005)

De vlag van Hoogheemraadschap van de Krimpenerwaard is op 25 april 1971 vastgesteld als de vlag van het Hoogheemraadschap van de Krimpenerwaard. De vlag kan als volgt worden beschreven:
Twee verticale banen van rood en geel, gescheiden door een witte vluchtkeper met zwart omlijnd. De top van de keper bevindt zich aan de vlucht. De verhouding tussen vlaghoogte, keper en rand is 20:3:1.
De driehoek was een abstractie van de algemene geografische vorm en ligging van het waterschap tussen de samenvloeiende rivieren Hollandse IJssel in het noorden en de Lek in het zuiden, gesymboliseerd door de keper. De zwarte lijnen stonden voor de dijken langs beide rivieren. Als extraatje kon een hoofdletter K worden onderscheiden in het algemene ontwerp van de vlag.
De vlag is vastgesteld naar het ontwerp van Klaes Sierksma, na advies van de Stichting voor Banistiek en Heraldiek. De kleuren van de vlag zijn ontleend aan het wapen.
Vanaf 2005 is de vlag niet langer als de vlag van deze waterschap in gebruik omdat het Hoogheemraadschap van de Krimpenerwaard in het nieuwe waterschap Hoogheemraadschap van Schieland en de Krimpenerwaard op is gegaan.

## Verwante afbeeldingen

Wapen van Hoogheemraadschap van de Krimpenerwaard

Aa en Maas · Amstel, Gooi en Vecht · Brabantse Delta · Delfland · De Dommel · Drents Overijsselse Delta · Fryslân · Hollands Noorderkwartier · Hollandse Delta · Hunze en Aa's · Limburg · Noorderzijlvest · Rijn en IJssel · Rijnland · Rivierenland · Scheldestromen · Schieland en de Krimpenerwaard · De Stichtse Rijnlanden · Vallei en Veluwe · Vechtstromen · Zuiderzeeland
Voormalige waterschappen: 
De Aa · De Aarlanden · Alblasserwaard en de Vijfheerenlanden · De Alm · Amelander Grieën · Amstel- en Gooiland · Amstelland · Boarn en Klif · De Bovenvecht · Drentse Aa · Duurswold · Eemszijlvest · Goeree-Overflakkee · Gouwelanden · Groot Maas en Waal · Groot-Haarlemmermeer · Groot-Waterschap van Woerden · Groote Waard · Haarlemmermeerpolder · Hulster Ambacht · IJsselmonde · Krimpenerwaard · Land van Heusden en Altena · Het Lange Rond · Lauwerswâlden · Leidse Rijn · Linge · De Maaskant · Het Maasterras · Mark en Dintel · Marne-Middelsee · Meer en Woude · De Middelsékrite · De Nederwaard · Noord-Beveland · Noord- en Zuid-Beveland · Noord-Limburg · Noord-Veluwe · Noordhollands Noorderkwartier · Noordoostpolder · Noordwoude · Oldambt · Oude IJssel · De Overwaard · De Proosdijlanden · Purmer · Regge en Dinkel · De Runde · Salland · Schermer · Schieland · De Schipbeek · Schouwen-Duiveland · Sevenwolden · De Stellingwerven · Tholen · Tusken Waed en Ie · Uitwaterende Sluizen in Kennemerland en West-Friesland · De Vechtlanden · De Vier Noorder Koggen · Het Vrije van Sluis · De Waadkant · Walcheren · Waterland · De Waterlanden · Westergo's IJsselmeerdijken · Westerkwartier · Westfriesland · Wilck en Wiericke · Wilhelminapolder · Zuiveringschap Limburg